# Lacarry-Arhan-Charritte-de-Haut
Lacarry-Arhan-Charritte-de-Haut är en kommun i departementet Pyrénées-Atlantiques i regionen Nouvelle-Aquitaine i sydvästra Frankrike. Kommunen ligger i kantonen Tardets-Sorholus som tillhör arrondissementet Oloron-Sainte-Marie. År 2022 hade Lacarry-Arhan-Charritte-de-Haut 117 invånare.

## Befolkningsutveckling
Antalet invånare i kommunen Lacarry-Arhan-Charritte-de-Haut
| Referens: INSEE |